# ベルビル (イリノイ州)

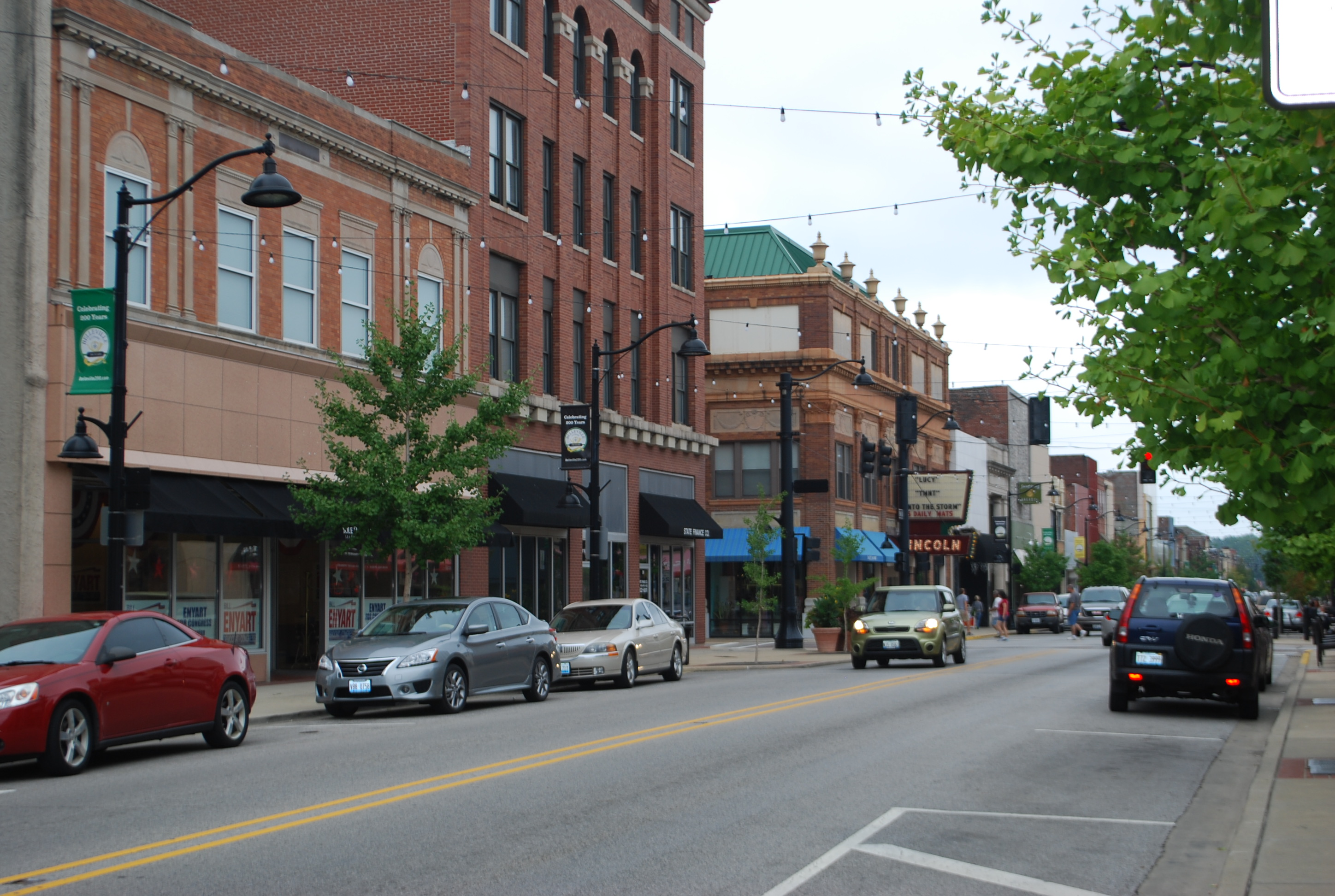
メインストリート

ベルビル（英語：Belleville）はアメリカ合衆国イリノイ州の都市。セントクレア郡の郡庁所在地である。人口は4万2404人（2020年）。セントルイスの郊外に位置している。

## 地理

セントクレア郡内の位置

ベルビルは北緯38度31分18秒 西経89度59分43秒 / 北緯38.52167度 西経89.99528度（38.521567, -89.995208）に位置している。
アメリカ合衆国統計局によると、この都市は総面積49.2 km2（19.0 mi2）である。このうち48.8 km2（18.9 mi2）が陸地で0.3 km2（0.1 mi2）が水地域である。総面積の0.68%が水地域となっている。

## 交通
セントルイスの都市鉄道であるメトロリンクが市内に乗り入れている。

## 施設
近隣にスコット空軍基地があり、多くの市民が雇用されている。

## 人口動向
2000年国勢調査で、この都市は人口41,410人、17,603世帯、及び10,420家族が暮らしている。人口密度は848.2/km2（2,196.4/mi2）である。392.1/km2 （1,015.3/mi2）の平均的な密度に19,142軒の住宅が建っている。この都市の人種的な構成は白人81.51%、アフリカン・アメリカン15.51%、先住民0.26%、アジア0.81%、太平洋諸島系0.07%。その他の人種0.41%、及び混血1.43%である。ここの人口の1.63%はヒスパニックまたはラテン系である。
この都市内の住民は23.4%が18歳未満の未成年、18歳以上24歳以下が9.0%、25歳以上44歳以下が30.3%、45歳以上64歳以下が20.1%、及び65歳以上が17.2%にわたっている。中央値年齢は37歳である。女性100人ごとに対して男性は88.9人である。18歳以上の女性100人ごとに対して男性は85.0人である。
この都市内の世帯ごとの平均的な収入は35,979米ドルであり、家族ごとの平均的な収入は46,426米ドルである。男性は33,361米ドルに対して女性は25,375米ドルの平均的な収入がある。この都市の一人当たりの収入（per capita income）は18,990米ドルである。人口の11.7%及び家族の9.3%は貧困線以下である。全人口のうち18歳未満の16.2%及び65歳以上の9.3%は貧困線以下の生活を送っている。

## 著名な出身者
- ジミー・コナーズ：プロテニス選手
- ピーター・サースガード：俳優

## 姉妹都市
- パーダーボルン （ドイツ ノルトライン＝ヴェストファーレン州）